# Boeing-Stearman Model 75
Stearman (Boeing) Model 75 je dvokrilac korišten kao vojni školski zrakoplov. U SAD-u ih je tijekom 1930-ih i 1940-ih godina izrađeno najmanje 8584 komada. Aviotvrtka Stearman postala je 1934. godine podružnica Boeinga te je od tada poznata kao Stearman, Boeing Stearman ili Kaydet. Stearman je bio primarni školski zrakoplov USAAF-a (Ratno zrakoplovstvo SAD-a tijekom i neposredno nakon 2. svjetskog rata), Ratne mornarice SAD-a (kao NS&N2S) i Ratnog zrakoplovstva Kanade (kao Kaydet) tijekom Drugog svjetskog rata. Nakon rata tisuće zrakoplova prodano je na civilnom tržištu te su postali popularni kao poljoprivredni zrakoplovi korišteni za zaprašivanje usjeva, sportski i akrobatski zrakoplovi.

## Dizajn i razvoj
Stearman je bio konvencionalni dvokrilac grube izrade s velikim, fiksnim podvozjem s repnim kotačem. Student i pilot instruktor smješteni su u otvorenu pilotsku kabinu jedan iza drugoga. Radialni motor većinom nije imao oplatu iako su ju neki korisnici kao Stearmanova eskadrila Crveni barun, odlučili ugraditi.

## Uporaba poslije Drugog svjetskog rata
Nakon Drugog svjetskog rata tisuće inačica PT-17 su prešle u civilno vlasništvo ili su ih otkupili bivši piloti. Mnogi su modificirani za korištenje u poljoprivredi te su sa spremnikom za pesticide ili gnojivo postavljenim na mjesto prednje kabine služili za zaprašivanje polja. Dodatna oprema uključivala je pumpe te cijevi s mlaznicama montiranim ispod donjeg krila. Popularna nadogradnja tog razdoblja radi povećanje maksimalne težine uzlijetanja i penjanja, bila je ugradnja jačeg Pratt & Whitney R-985 motora i propelera stalne brzine (propeler s promjenjivim napadnim kutom).

## Inačice
Kaydet Ratnog zrakoplovstva SAD-a imao je tri različite oznake na temelju pogonske grupe:
- PT-13 s Lycoming R-680 motorom, ukupno izrađeno 2141 zrakoplova ovog modela.[2]

PT-13, početna proizvodna inačica s R-680-B4B s motorom. Izgrađeno ih je 26.
PT-13A s R-680-7 motorom. Tijekom 1937. – 1938. isporučeno ih je 92.
PT-13B s R-680-11 motorom.  Tijekom 1939. – 1940. isporučeno ih je 255.
PT-13C, šest PT-13B modificiranih za let pomoću instrumenata.
PT-13D, PT-13A s jačim R-680-17 motorom. Isporučeno ih je 353.
- PT-17 s Continental R-670-5 motorom,  isporučeno je ukupno 3519 zrakoplova.

PT-17A, 18 zrakoplova P-17 opremljenih za instrumentalno letenje.
PT-17B, tri PT-17 opremljeni s poljoprivrednom opremom za raspršivanje.
- PT-18, PT-13 s Jacobs R-755 motorom, izgrađeno ih je 150.

PT-18A, šest PT-18 opremljenih za instrumentalno letenje.
- PT-27, kanadski PT-17. Ovu oznaku je imalo 300 zrakoplova ugovorno isporučena RCAF-u.

Američka mornarica imala je nekoliko inačica:
- NS, isporučeno do 61 zrakoplov, s Wright J-5 Whirlwind motorom od 220 KS (164 kW).[3]

N2S, inačica poznata kao "Žuta prijetnja" radi njene sheme sa žutom bojom.
N2S-1 s R-670-14 motorom. 250 ih je isporučeno Američkoj mornarici.
N2S-2 s R-680-8 motorom. 125 ih je isporučeno Američkoj mornarici.
N2S-3 s R-670-4 motorom. 1.875 ih je isporučeno Američkoj mornarici.
N2S-4, 99 zrakoplova iz Ratnog zrakoplovstva SAD-a prebačeno u Američku mornaricu, plus 577 novo izrađenih zrakoplova.
N2S-5 s R-680-17 motorom. 1.450 ih je isporučeno Američkoj mornarici.
- Stearman 70, izvorni prototip s Lycoming radijalnim motorom od 215 KS (160 kW). Privremena oznaka razvojne inačice je XPT-943.[4]

Model 73, početna inačica za proizvodnju. Izgrađeno je 61 zrakoplov za Američku mornaricu i više NS inačica za izvoz.
Model 73L3, inačica za Filipine, pokretana s R-680-4 ili R-680C1 motorom od 200 KS (150 kW). Izrađeno ih je sedam.
Model A73B1, sedam zrakoplova za Ratno zrakoplovstvo Kube s Wright R-760 Whirlwind motorom od 235 KS (175 kW). Isporučeni su tijekom 1939. i 1940. godine.
Model A73L3, unaprijeđena inačica za Filipine. Izrađeno ih je tri.
- Stearman 75, (nastao iz X75 ) je prihvaćen od strane vojske kao glavni školski zrakoplov. X75L3 postao je PT-13 prototip a inačice 75 postale su dio PT-17 serije.
- Stearman 76, izvozna naoružani školski zrakoplov nastao iz inačice 75.
- Stearman 90 i 91, (nastali iz X90 i X91) inačica s metalnom konstrukcijom, kasnije baza za XBT-17.
- Stearman XPT-943, X70 razvijen na Wright Fieldu.
- Američki Airmotive NA-75

Poljoprivredni zrakoplov s jednim sjedalom nastao na bazi modela 75, opremljen s novim krilima koji omogućuju veći uzogn.

## Tehničke karakteristike (PT-17)
Izvori podataka: Podatci iz " United States Military Aircraft since 1909"United States Military Aircraft since 1909 
Osnovne karakteristike
- posada: dvoje, student i instruktor
- dužina: 7,54 m
- raspon krila: 9,81 m
- površina krila: 27,7 m2

Letne karakteristike
- najveća brzina: 217 km/h
- ekonomska brzina: 155 km/h
- najveća visina leta: 4.024 m
- motor: 1 × Continental R-670-5 radialni motor sa sedam cilindara, 220 KS  (164 kW)